# Józef Łęgowski (1896–1940)
Józef Łęgowski (ur. 15 sierpnia 1896 w Małych Brudzawach, zm. między 16 a 19 kwietnia 1940 w Katyniu) – major pilot Wojska Polskiego, ofiara zbrodni katyńskiej.

## Życiorys
Urodził się w Małych Brudzawach na Pomorzu, w rodzinie Juliana (1860–1938) i Doroty z Kluczników (1965–1938). Miał brata Jana (ur. 1889). Uczestniczył w wojnie polsko-bolszewickiej. Od 25 maja do 18 sierpnia 1920 był uczniem 30. klasy Szkoły Podchorążych Piechoty. 19 stycznia 1921 został mianowany z dniem 15 grudnia 1920 podporucznikiem piechoty. Pełnił wówczas służbę w batalionie zapasowym 56 pułku piechoty. W latach 1921–1924 pełnił służbę w Centralnej Wojskowej Szkole Gimnastyki i Sportów w Poznaniu, pozostając oficerem nadetatowym 56 pułku piechoty. 3 maja 1922 został zweryfikowany w stopniu porucznika ze starszeństwem z 1 czerwca 1919 i 2347. lokatą w korpusie oficerów piechoty.
Był płotkarzem, tyczkarzem i instruktorem. Reprezentował barwy KS Pentatlon. W grudniu 1922 jako reprezentant DOK Nr VII został zwycięzcą zawodów w konkursie walki na bagnety o mistrzostwo Armii w Krakowie. W lutym 1924 otrzymał tytuł i prawa sędziego-kandydata Polskiego Związku Lekkoatletycznego.
Został przeniesiony z CSWGiS do 56 pułku piechoty. W 1926 przeniesiony do Szkoły Pilotów w Bydgoszczy, potem do Centrum Wyszkolenia Lotnictwa nr 1. Ukończył kurs w CWOL w Dęblinie oraz kurs wyższego pilotażu w Grudziądzu. W 1926 został przeniesiony z korpusu oficerów piechoty do korpusu oficerów lotnictwa z jednoczesnym wcieleniem do 4 pułku lotniczego. W 1932 był kapitanem aeronautyki ze starszeństwem z dniem 1 stycznia 1931 i 4 lokatą. W kwietniu 1933 został przeniesiony z Centrum Wyszkolenia Podoficerów Lotnictwa w Bydgoszczy do 6 pułku lotniczego we Lwowie. W grudniu 1934 ogłoszono jego przeniesienie do Centrum Wyszkolenia Oficerów Lotnictwa. W latach 1935–1936 był dowódcą III plutonu 66 eskadry obserwacyjnej. W 1937 został przeniesiony do Szkoły Podchorążych Rezerwy Lotnictwa w Radomiu-Sadkowie na stanowisko dowódcy eskadry szkolnej. Na stopień majora został mianowany ze starszeństwem z 19 marca 1938 i 5. lokatą w korpusie oficerów lotnictwa, grupa liniowa. Wiosną 1939 został komendantem Szkoły Pilotażu w Masłowie.
4 września 1939 nastąpiła ewakuacja Szkoły Podchorążych Rezerwy Lotnictwa z Radomia. Kolumna licząca około 180 żołnierzy wraz z dowódcą szkoły ppłk pil. Alfonsem Beseljakiem, 19 września po krótkiej walce z Sowietami pod Podhajcami dostała się do niewoli. Początkowo lotnicy przebywali w obozie w Talicach. Po przewiezieniu jeńców do obozu przejściowego w Szepietówce wyselekcjonowano oficerów i wysłano do Kozielska (m.in. Alfons Beseljak, kpt pil Roman Radziszewski, mjr pil Józef Łęgowski), podchorążych do obozu pracy pod Lwowem. Według stanu z grudnia 1939 był jeńcem kozielskiego obozu. Między 7 a 9 maja 1940 przekazany do dyspozycji naczelnika smoleńskiego obwodu NKWD – lista wywózkowa 015/2 poz. 81 nr akt 4354, z 5 kwietnia 1940. Został zamordowany między 9 a 11 kwietnia 1940 przez NKWD w lesie katyńskim. Zidentyfikowany podczas ekshumacji prowadzonej przez Niemców w 1943, zapis w dzienniku ekshumacji z 29.05.1943 pod numerem 3503. Przy szczątkach Józefa Łęgowskiego znaleziono kartę szczepień obozowych i jeden list. Figuruje na liście AM-258-3503 (jako Lengowski Josef) i liście Komisji Technicznej PCK pod numerem: GARF-127- 03503 (jako nierozpoznany major). Pochowany na Polskim Cmentarzu Wojennym w Katyniu. 

## Ordery i odznaczenia
- Srebrny Krzyż Zasługi (25 maja 1929)[26][27]
- Medal Pamiątkowy za Wojnę 1918–1921
- Medal Dziesięciolecia Odzyskanej Niepodległości
- Odznaka Pilota[a]

## Upamiętnienie
- Minister Obrony Narodowej Aleksander Szczygło decyzją Nr 439/MON z 5 października 2007 awansował go pośmiertnie na stopnień podpułkownika[28]. Awans został ogłoszony 9 listopada 2007 w Warszawie, w trakcie uroczystości „Katyń Pamiętamy – Uczcijmy Pamięć Bohaterów”.
- Krzyż Kampanii Wrześniowej – zbiorowe, pośmiertne odznaczenie pamiątkowe wszystkich ofiar zbrodni katyńskiej (1 stycznia 1986).
- Dąb Pamięci posadzili uczniowie Szkoły Podstawowej im Zjednoczonej Europy w Zagórzycy. Certyfikat 4732/0542/WE/2018[29].